# Фатіма Шейх
Фатіма Шейх (9 січня 1831 – 9 жовтня 1900) була індійським педагогом і соціальним реформатором, яка була колегою соціальних реформаторів Джотірао Пхуле та Савітрібай Пхуле  Її багато хто вважає першою мусульманкою-вчителем в Індії.

## Біографія
Фатіма Шейх була сестрою Міан Усман Шейх, у будинку якого оселилися Джотірао та Савітрібай Пхуле. Одна з перших мусульманських жінок-вчителів сучасної Індії, вона почала навчати дітей Бахуджан у школі Пхулеса. Джотірао та Савітрібай Пхуле разом із Фатімою Шейх взяли на себе відповідальність за поширення освіти серед пригноблених громад.
Шейх познайомився з Савітрібай Пхуле, коли обидва були зараховані до навчального закладу для вчителів, яким керувала Синтія Фаррар, американська місіонерка .  Вона викладала в усіх п’яти школах, які заснували Фули, і навчала дітей усіх релігій і каст. Шейх брав участь у заснуванні двох шкіл у Мумбаї (тоді Бомбей) у 1851 році.

## У масовій культурі
9 січня 2022 року Google вшанував Фатіму Шейх дудлом у 191-у річницю її народження.